# Camariñas
Camariñas és un municipi de la província de la Corunya a Galícia. Pertany a la Comarca da Terra de Soneira. És situada a la costa da Morte, al costat de Vimianzo, entre l'oceà Atlàntic i la ria de Camariñas.
| 4.153 | 5.288 | 5.707 | 7.220 | 6.502 |
| Fonts: INE i IGE (Els criteris de registre censal variaren i les dades de l'INE i de l'IGE poden no coincidir.) |       |       |       |       |

## Parròquies
- Camariñas (San Xurxo)
- Camelle (O Espírito Santo)
- A Ponte do Porto (San Pedro)
- Xaviña (Santa María)

## Galeria d'imatges

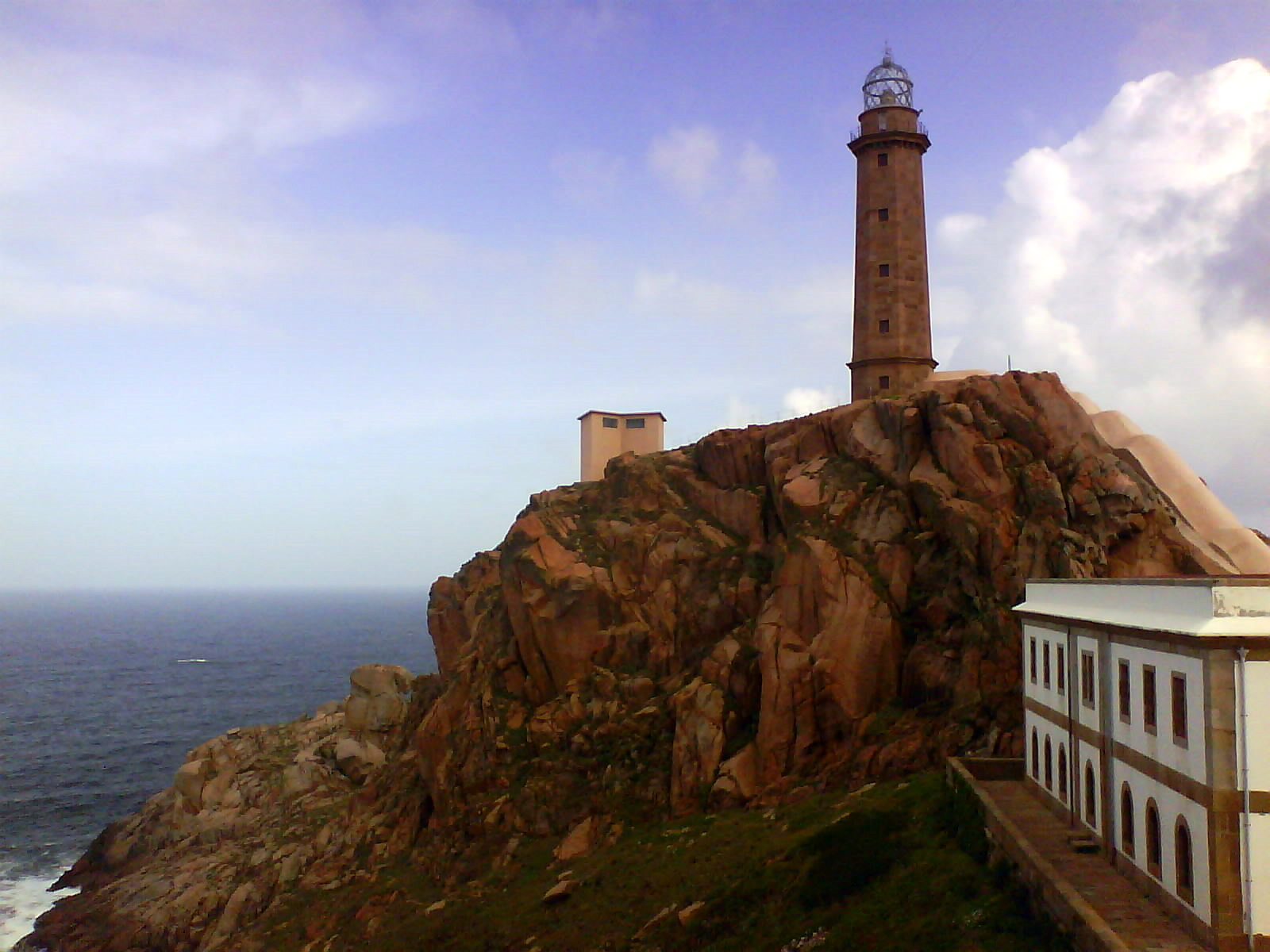
Cap Vilán a San Xurxo de Camariñas
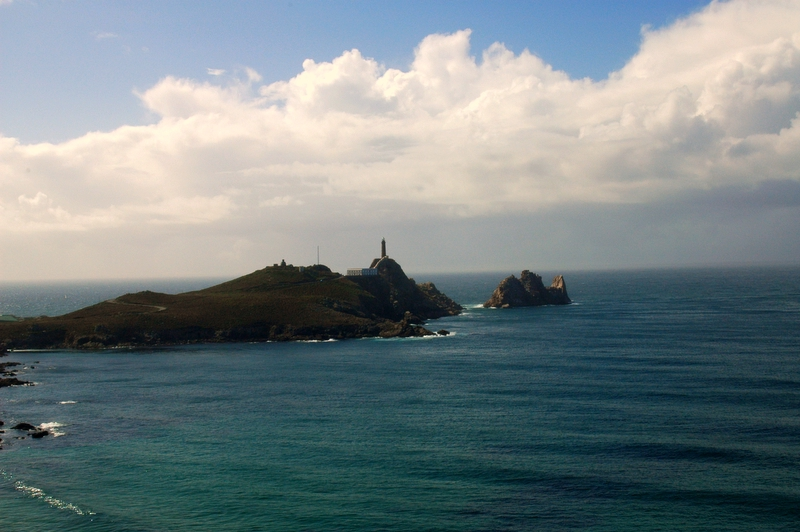
Far del Cap Vilán
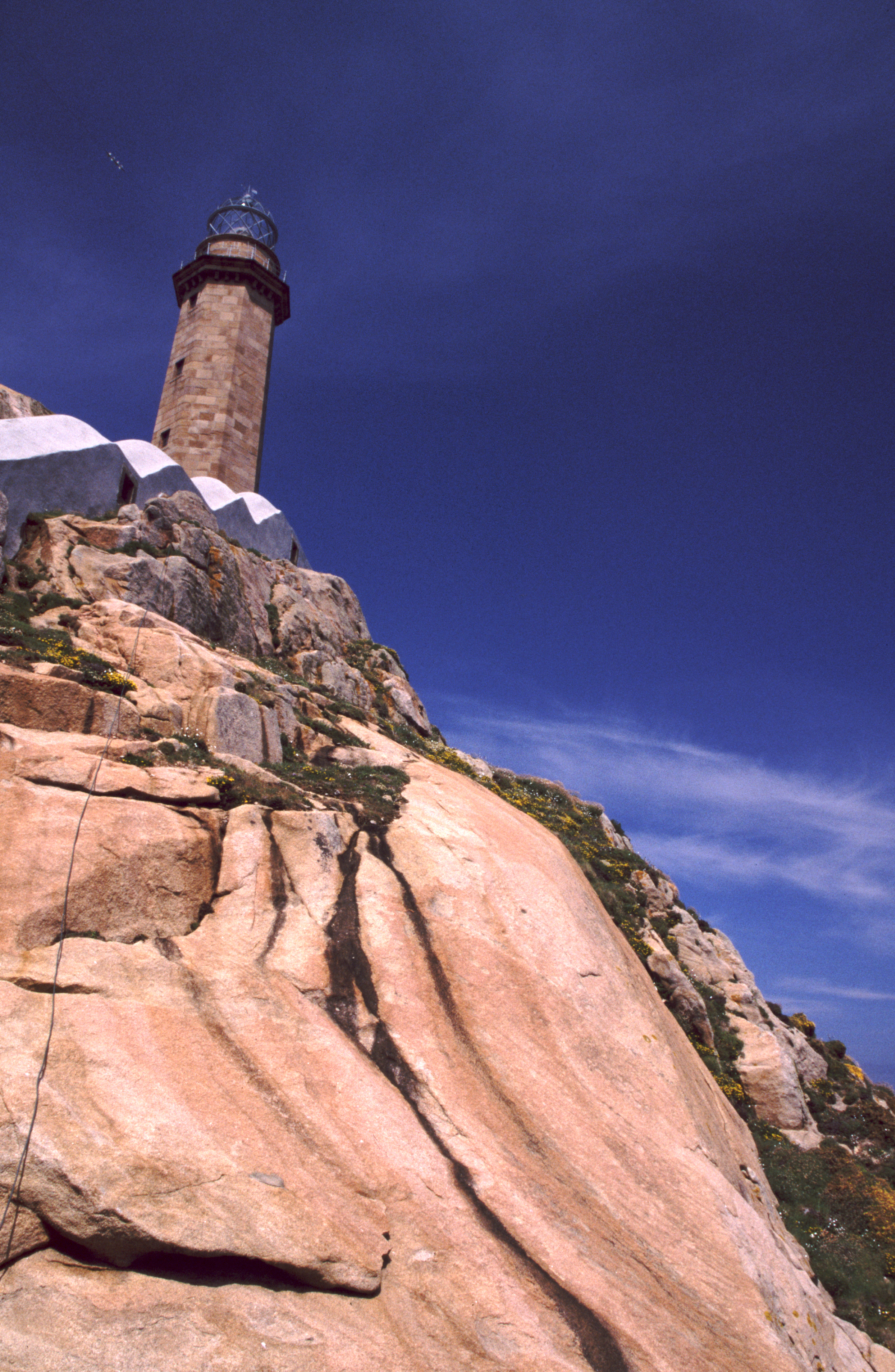
Far del Cap Vilán